# 2007-es túraautó-világbajnokság
A 2007-es túraautó-világbajnokság volt a 4. túraautó-világbajnoki szezon. Huszonkét futamból állt, március 11-étől november 18-áig tartott. A gyártók versenyét a BMW nyerte, az egyéni bajnok Andy Priaulx lett.

## Versenynaptár
| Futam | Dátum          | Ország         | Pálya                | Győztes versenyző  | Összefoglaló |
| ----- | -------------- | -------------- | -------------------- | ------------------ | ------------ |
| 1     | Március 11.    | Brazília       | Curitiba             | Jörg Müller        | Összefoglaló |
| 2     | Március 11.    | Brazília       | Curitiba             | Augusto Farfus Jr. | Összefoglaló |
| 3     | Május 6.       | Hollandia      | zandvoort            | Alain Menu         | Összefoglaló |
| 4     | Május 6.       | Hollandia      | zandvoort            | Gabriele Tarquini  | Összefoglaló |
| 5     | Május 20.      | Spanyolország  | Valencia             | James Thompson     | Összefoglaló |
| 6     | Május 20.      | Spanyolország  | Valencia             | James Thompson     | Összefoglaló |
| 7     | Június 3.      | Franciaország  | Pau                  | Alain Menu         | Összefoglaló |
| 8     | Június 3.      | Franciaország  | Pau                  | Augusto Farfus Jr. | Összefoglaló |
| 9     | Június 17.     | Csehország     | Brno                 | Félix Porteiro     | Összefoglaló |
| 10    | Június 17.     | Csehország     | Brno                 | Jörg Müller        | Összefoglaló |
| 11    | Július 8.      | Portugália     | Porto                | Alain Menu         | Összefoglaló |
| 12    | Július 8.      | Portugália     | Porto                | Andy Priaulx       | Összefoglaló |
| 13    | Július 29.     | Svédország     | Scandinavian Raceway | Robert Huff        | Összefoglaló |
| 14    | Július 29.     | Svédország     | Scandinavian Raceway | Rickard Rydell     | Összefoglaló |
| 15    | Augusztus 26.  | Németország    | Oschersleben         | Yvan Muller        | Összefoglaló |
| 16    | Augusztus 26.  | Németország    | Oschersleben         | Augusto Farfus Jr. | Összefoglaló |
| 17    | Szeptember 23. | Nagy-Britannia | Brands Hatch         | Alain Menu         | Összefoglaló |
| 18    | Szeptember 23. | Nagy-Britannia | Brands Hatch         | Andy Priaulx       | Összefoglaló |
| 19    | Október 7.     | Olaszország    | Monza                | Yvan Muller        | Összefoglaló |
| 20    | Október 7.     | Olaszország    | Monza                | Jordi Gené         | Összefoglaló |
| 21    | November 18.   | Makaó          | Guia Circuit         | Alain Menu         | Összefoglaló |
| 22    | November 18.   | Makaó          | Guia Circuit         | Andy Priaulx       | Összefoglaló |

## Végeredmény

### Gyártó
| Helyezés | Gyártó     | Autó                     | Győzelmek | Pontszám |
| -------- | ---------- | ------------------------ | --------- | -------- |
| 1        | BMW        | BMW 320si                | 9         | 255      |
| 2        | SEAT       | SEAT León, SEAT León TDI | 4         | 249      |
| 3        | Chevrolet  | Chevrolet Lacetti        | 7         | 218      |
| 4        | Alfa Romeo | Alfa Romeo 156           | 2         | 124      |